# Pidrijjea, Kovel
Pidrijjea (în ucraineană Підріжжя) este localitatea de reședință a comunei Pidrijjea din raionul Kovel, regiunea Volînia, Ucraina.

## Demografie
Componența lingvistică a localității Pidrijjea
     Ucraineană (98,91%)
     Rusă (1,09%)
Conform recensământului din 2001, majoritatea populației localității Pidrijjea era vorbitoare de ucraineană (98,91%), existând în minoritate și vorbitori de rusă (1,09%).